# Скайрайтинг

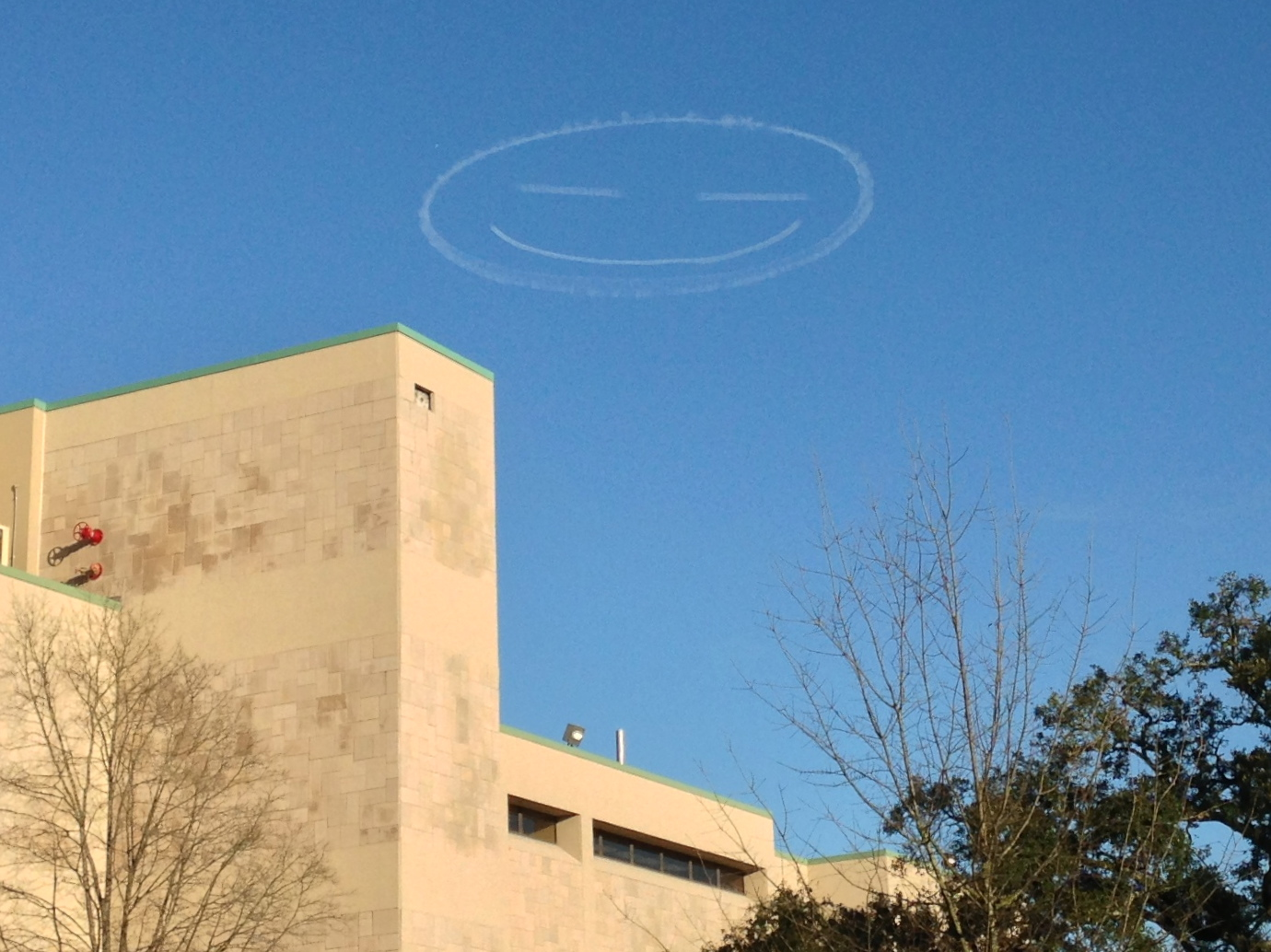
Смайлик. Новий Орлеан, 14 лютого 2013

Скайрайтинг (англ. skywriting, буквально «письмо по небу») — створення в небі написів і малюнків за допомогою спеціального диму, що випускається під час польоту з літаків, які летять по певній траєкторії, утворюючи видимий з землі напис.
Створені в такий спосіб написи добре видно на площі понад 7300 км²:стор. 1. Скайрайтинг може використовуватися з метою створення рекламних написів, політичної або релігійної пропаганди, привітання громадян з тим чи іншим святом, для приватних повідомлень (зокрема, популярною є пропозиція одружитися), художніх творів тощо. Написи й малюнки за допомогою диму широко використовуються аеробатичними командами під час різноманітних авіашоу.

## Історія
Зачатки скайрайтингу беруть початок з Першої світової війни, коли Королівські ВПС Великої Британії (RAF) неодноразово використовували подібний метод у військових операціях. Окрім пускання диму з літаків для створення завіси навколо кораблів і наземних військ, за допомогою диму створювалися повідомлення для передачі важливої інформації військам, що знаходилися поза зоною стандартного зв'язку:стор. 2.

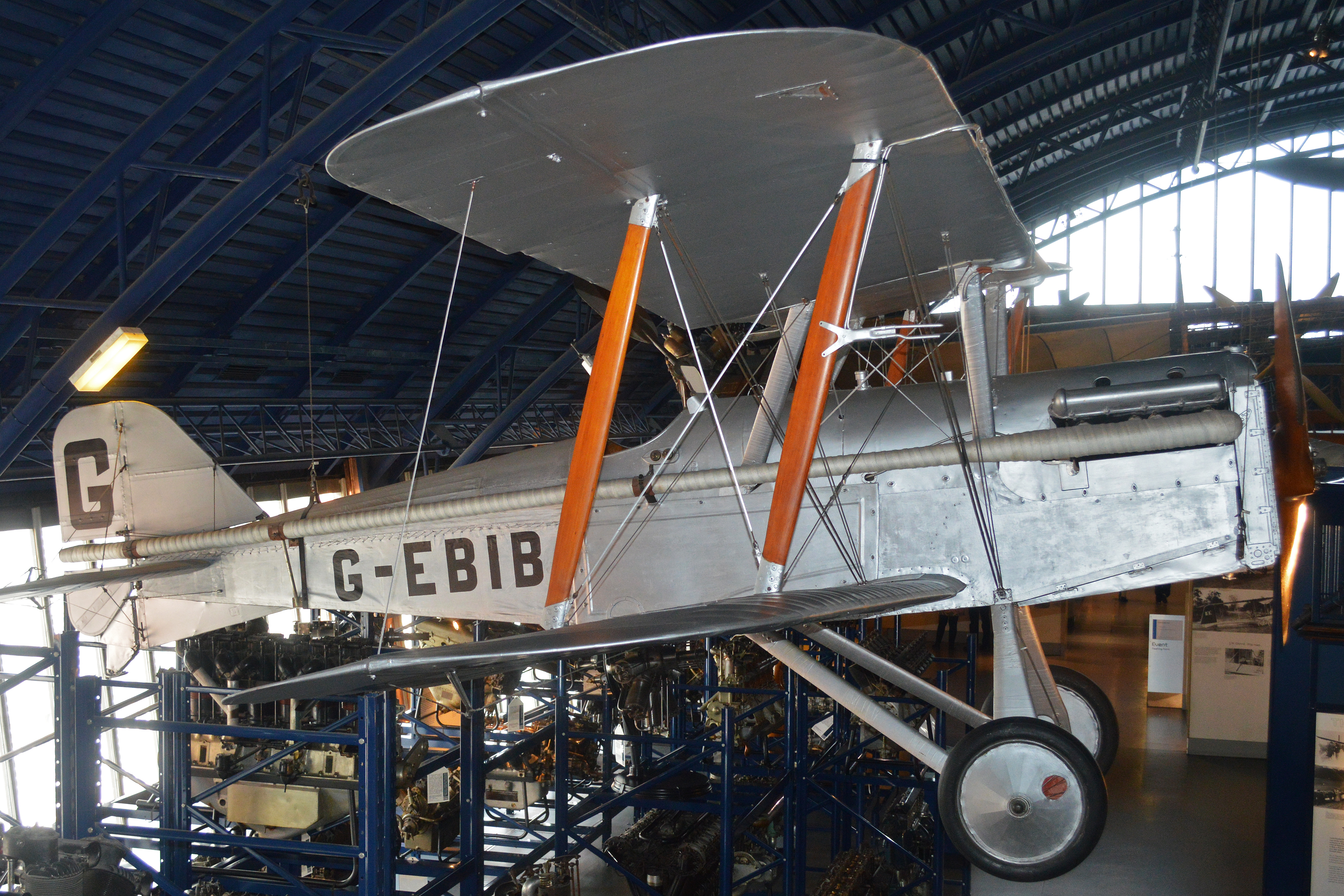
Літак майора Севіджа, Лондонський музей науки.

Більшість джерел стверджують, що скайрайтинг винайшов британський майор Джек С. Севідж (1891–1945), один з авторів журналу Flight і колишній пілот Королівських ВПС, який у 1922 році обладнав свій літак Royal Aircraft Factory S.E.5 трубами для випуску диму. В наші дні цей літак виставлений в Музеї науки в Лондоні. Перше зафіксоване використання скайрайтингу з метою реклами відбулося у Сполученому Королівстві в ході проведення перегонів на іподромі Епсом-Даунс в травні 1922 року, коли капітан Королівських ВПС Сиріл Тернер на модифікованому Royal Aircraft Factory S.E.5 написав над іподромом слова «Daily Mail». У Сполучених Штатах перше рекламне застосування скайрайтингу відбулося 28 листопада того ж року на Таймс-Сквер у Нью-Йорку під час візиту Севіджа і Тернера, що прибули до США для презентації нового способу реклами. Тернер написав у небі слова «Hello USA», а наступного дня — «Call Vanderbilt 7200», таким чином прорекламувавши готель, у якому зупинився. Згідно зі статтею в New York Times, протягом менш ніж трьох годин після цього виступу готель Vanderbilt отримав понад 47 000 дзвінків за вказаним номером. 08 квітня 1924 року Севідж отримав патент на «Спосіб створення рекламних написів у повітрі за допомогою диму» (Патент США 1,489,717).

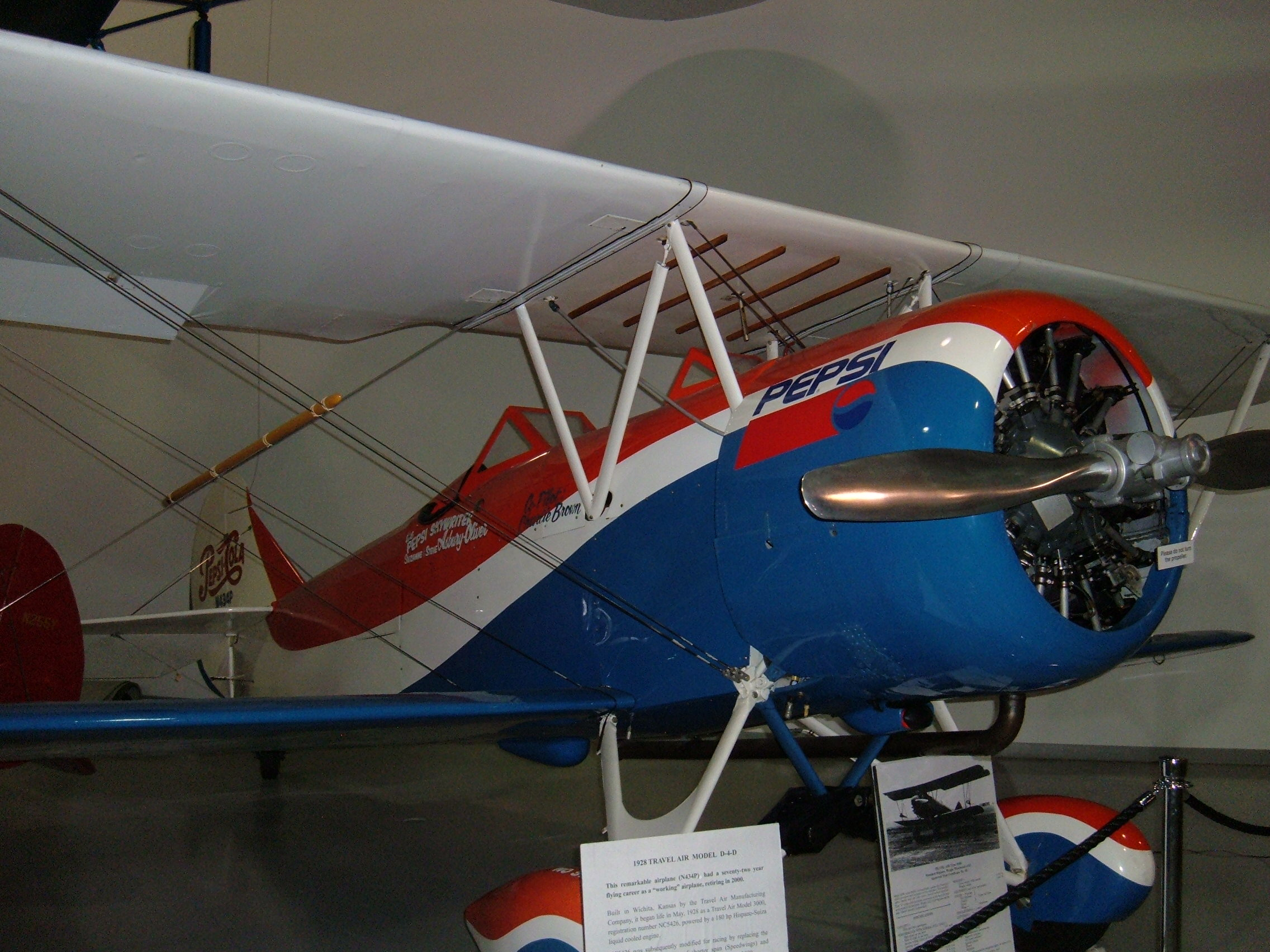
Pepsi Skywriter, Музей авіації Гіллера, 2005.

Послугами скайрайтерів широко користувалися такі бренди, як Pepsi, Ford, Chrysler і Lucky Strike. Зокрема, остання замовляла напис «LSMFT», що є добре відомою абревіатурою, яка означає англ. Lucky Strike Means Fine Tobacco (укр. Lucky Strike значить добрий тютюн). Компанія Pepsi, за даними Смітсонівського інституту, за один лише 1940 рік замовила близько 2225 небесних повідомлень у 48 штатах, Мексиці, Канаді, Кубі та Південній Америці. Перший напис «Drink Pepsi-Cola» був створений 1 травня 1931 у небі над Нью-Йорком:стор. 2. Один із перших скайрайтерів, Енді Стініс, працював для Pepsi-Cola з 1931 по 1953 роки.
В 1950-х роках поширення телебачення значно послабило привабливість скайрайтингу як рекламного засобу. Скайрайтинг продовжує використовуватися переважно як розважальний засіб. Втім, компанія Pepsi у 1970-х роках відновила свою рекламну кампанію. У 1973 році вона придбала червоно-біло-синій біплан Travel Air Model D-4-D (1928 року випуску), який використовувала для реклами з 1931 по 1953, і продовжила використовувати його з цією ж метою до 2000 року, коли він був списаний. Зараз цей літак, що має ім'я Pepsi Skywriter, виставляється в музеї Центру Стівена Удвара-Газі.
Як приклад використання скайрайтингу для створення мистецьких творів, можна навести роботи скайрайтера Уейна Менсфілда. У серпні 1969 року він зобразив символи миру над фестивалем у Вудстоку. На Різдво того ж року він виконав замовлення Джона Леннона та Йоко Оно, створивши у небі над Торонто найдовший напис в історії скайрайтингу: англ. War is over, if you want it. Happy Xmas from John and Yoko (укр. Війна закінчиться, якщо ви цього забажаєте. Щасливого Різдва від Джона та Йоко). У 1980 Оно також наймала цього пілота для створення привітання Леннона з днем народження. А у 2001 році художник Вік Муніз вдався до послуг скайрайтера Кріса Лопрінца для створення над Нью-Йорком зображень хмар у рамках свого проєкту «Pictures of Clouds».

## Технологія

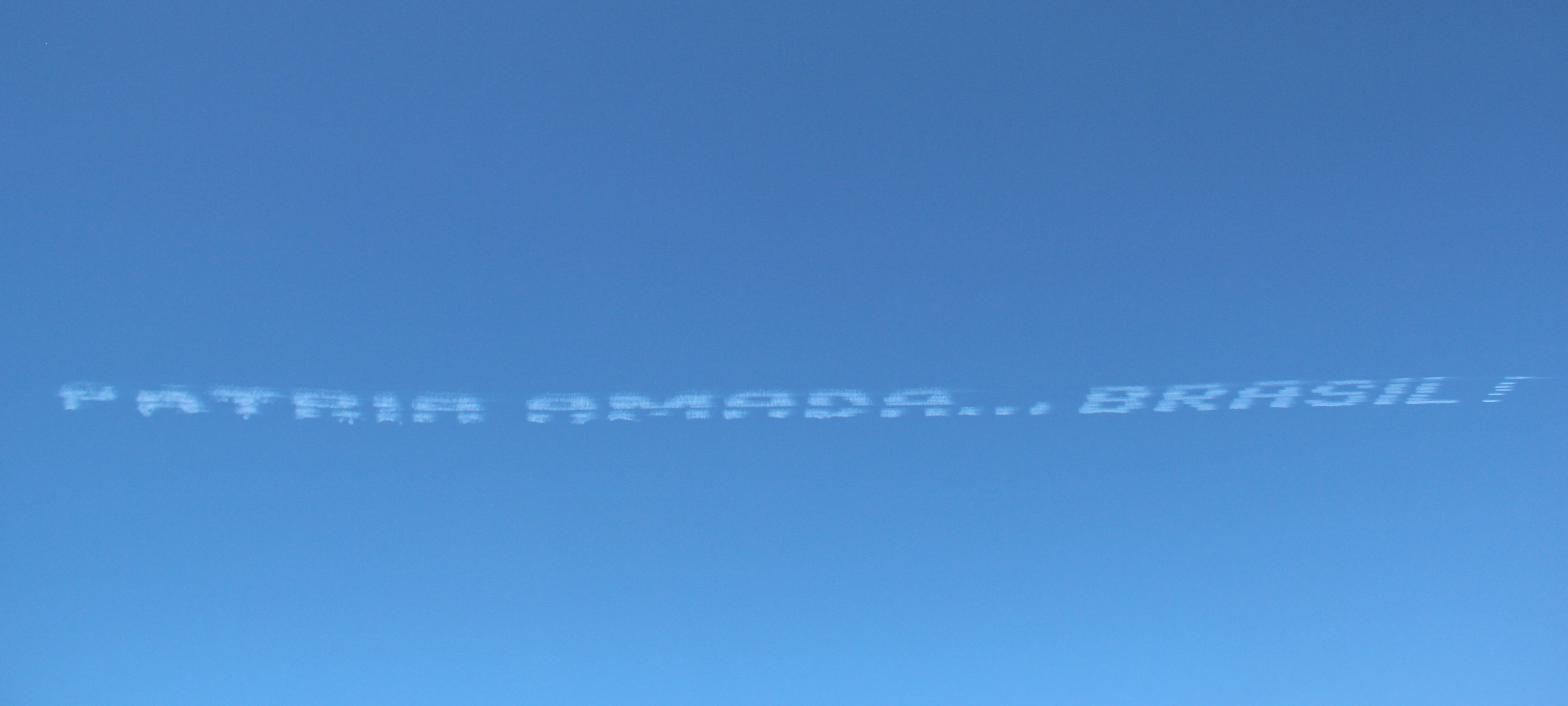
Напис, створений за технологією скайтайпингу (Pátria Amada... Brasil!, Кохана батьківщино... Бразилія!).

Літаки, які використовуються для скайрайтингу, мають систему випуску відпрацьованих газів, модифіковану для додавання до вихлопу спеціальної димоутвоюючої рідини. Для утворення диму використовується мінеральна олива на основі парафіну. Димоутворююча речовина знаходиться в резервуарі біля двигуна, і зазвичай літак може перевозити її в кількості близько 30 галонів (114 літрів). В потрібний момент пілот пускає подачу рідини до вихлопної системи, де вона випаровується, утворюючи густий дим. В небі на певний час залишаються струмені диму шириною приблизно 25 метрів. Речовина не є токсичною, біологічно розкладається і схвалена для подібного використання Агенцією з охорони довкілля США:стор. 4.
Класичний скайрайтинг виконується одним літаком і вимагає швидкого та точного маневрування пілота, який сам розраховує, в який момент треба пускати дим. Цей процес є доволі клопітким: наприклад, створення п'яти літер напису «PEPSI» вимагає 17 маневрів і 14 пусків диму та займає близько десяти хвилин. Середня довжина напису, створеного в такий спосіб, становить не більше за 6-8 символів, кожен з яких має довжину приблизно у півтора кілометра (на більше не вистачає запасу олії):стор. 3.
Сучасний і більш практичний спосіб скайрайтингу має назву скайтайпинг (англ. skytyping, «друкування у небі») або «матричний скайрайтинг». Він був розроблений у 1946 році компанією Skywriting Corporation. Техніка створення напису подібна до принципу роботи матричного принтера. Кілька літаків (зазвичай п'ять) летять рівним строєм, випускаючи дим маленькими порціями через потрібні проміжки часу. Процес автоматизований і керується комп'ютером, що відстежує місцезнаходження кожного літака під час польоту і випускає дим у потрібний момент. Стрій пролітає потрібну відстань, змінює площину, робить ще один прохід, розміщуючи наступну лінію димових «крапок», і так повторюється, поки напис не буде завершено:стор. 4.
«Крапки» з диму, нанесені у п'яти-семи площинах, на відстані зливаються, створюючи для глядача з землі напис. Середнє повідомлення, створене у такий спосіб, може містити до тридцяти символів і може розтягнутися на чотири-шість миль. За відсутності вітру напис видно на небі протягом приблизно години. Скайтайпинг вимагає менш тонкого пілотування, ніж звичайна техніка скайрайтингу, але все ж обходиться дорожче через використання п'яти літаків замість одного :стор. 5.

## Критика і скандали
В перші роки існування скайрайтингу існувала думка, що його широке використання для реклами з часом може стати надмірним. Зокрема, у статті 1923 року газета New York Times назвала скайрайтинг «небесним вандалізмом», описуючи майбутнє, в якому небо буде настільки задимлене, що мешканцям квартир на високих поверхах доведеться тримати вікна закритими. Втім, подібного так і не сталося, оскільки скайрайтинг поступився більш дешевій телерекламі, і реклама за допомогою скайрайтингу лишилася екзотикою.
У Великій Британії скайрайтинг було заборонено з 1960 року з міркувань безпеки, а також щоб уникнути поширення у такий спосіб комуністичної пропаганди. У 2020 році заборону на скайрайтинг зняли.
20 квітня 2016 року GEICO Skytypers отримала замовлення на створення над Нью-Йорком повідомлень наступного змісту: «101 years of Geno-lie» («101 рік гено-брехні»), «Gr8 ally = Turkey» (стилізовано «Туреччина — найкращий союзник», «BFF = Russia + Armenia» (стилізовано «Росія та Вірменія — найкращі друзі навіки») і «FactCheckArmenia.com». Очевидно, компанія не зрозуміла сенсу замовлених написів, тому виконала замовлення. Коли стало зрозуміло, що йдеться про заперечення геноциду вірменів, компанія вибачилася за розміщення цих повідомлень

## Галерея

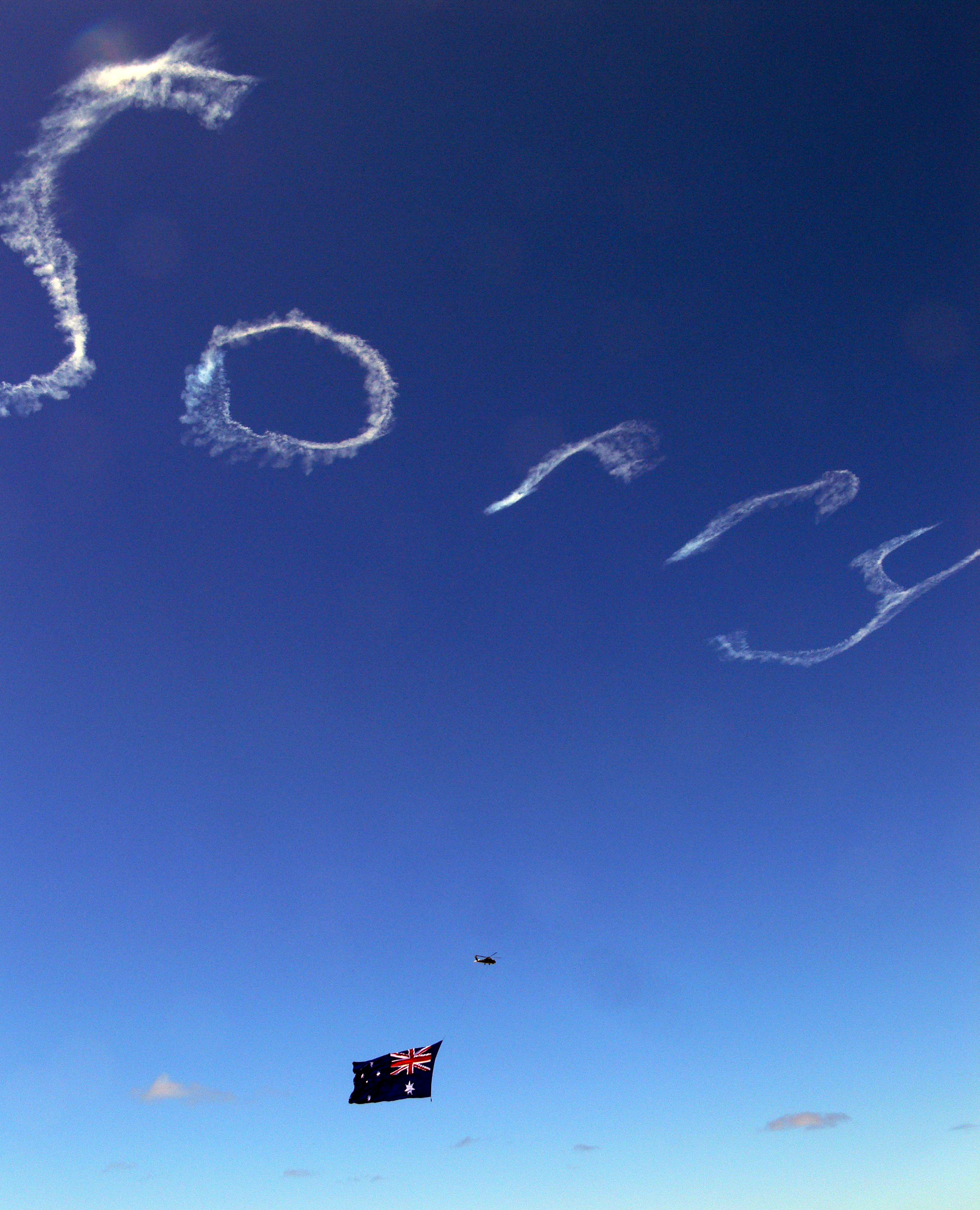
Австралія, 26 січня 2008. Вибачення адресоване корінному населенню Австралії
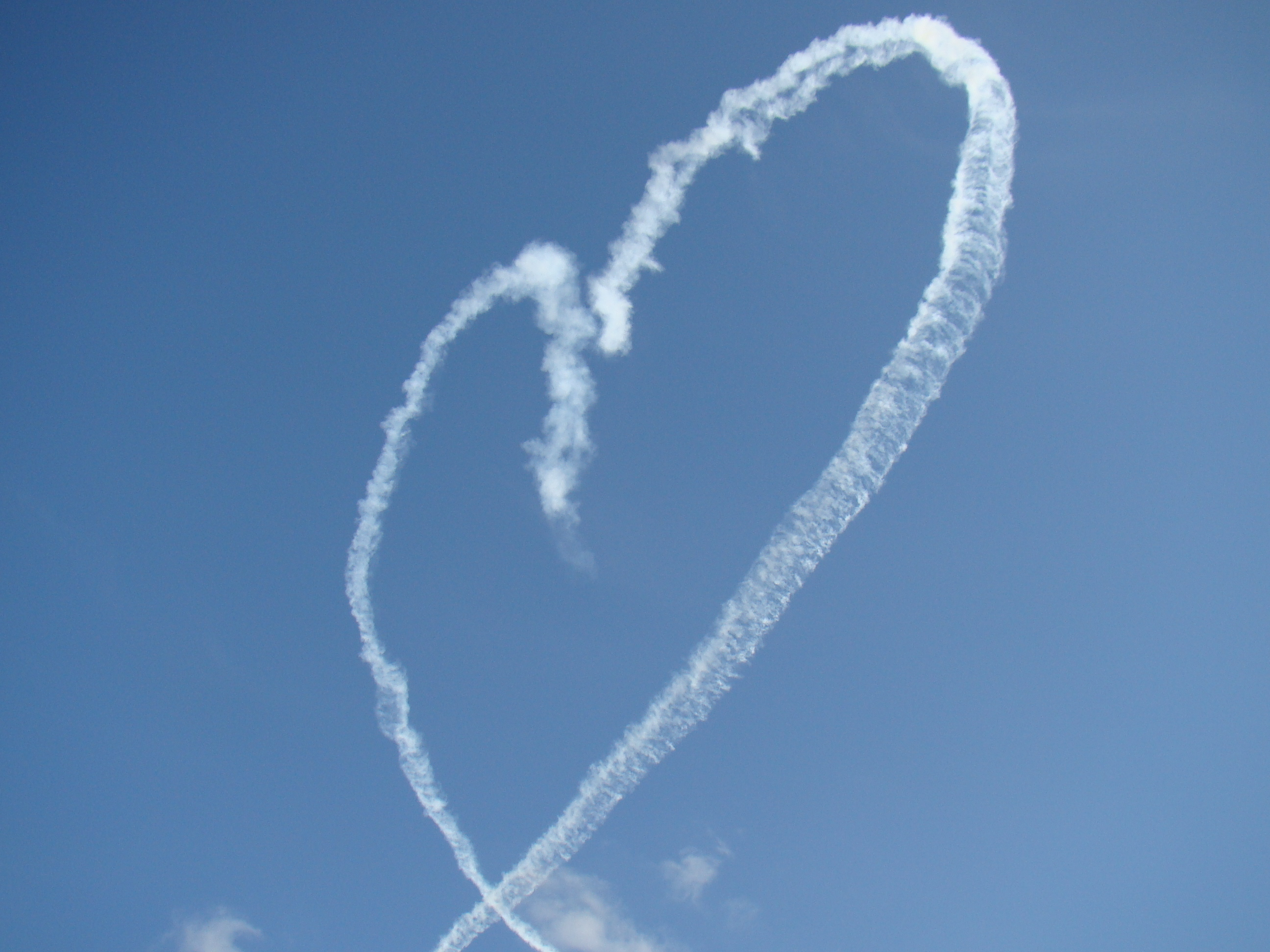
Символ серця. Румунська пілотажна група Aerobatic Yakkers, авіашоу в Бельсько-Бяла, 2009 рік
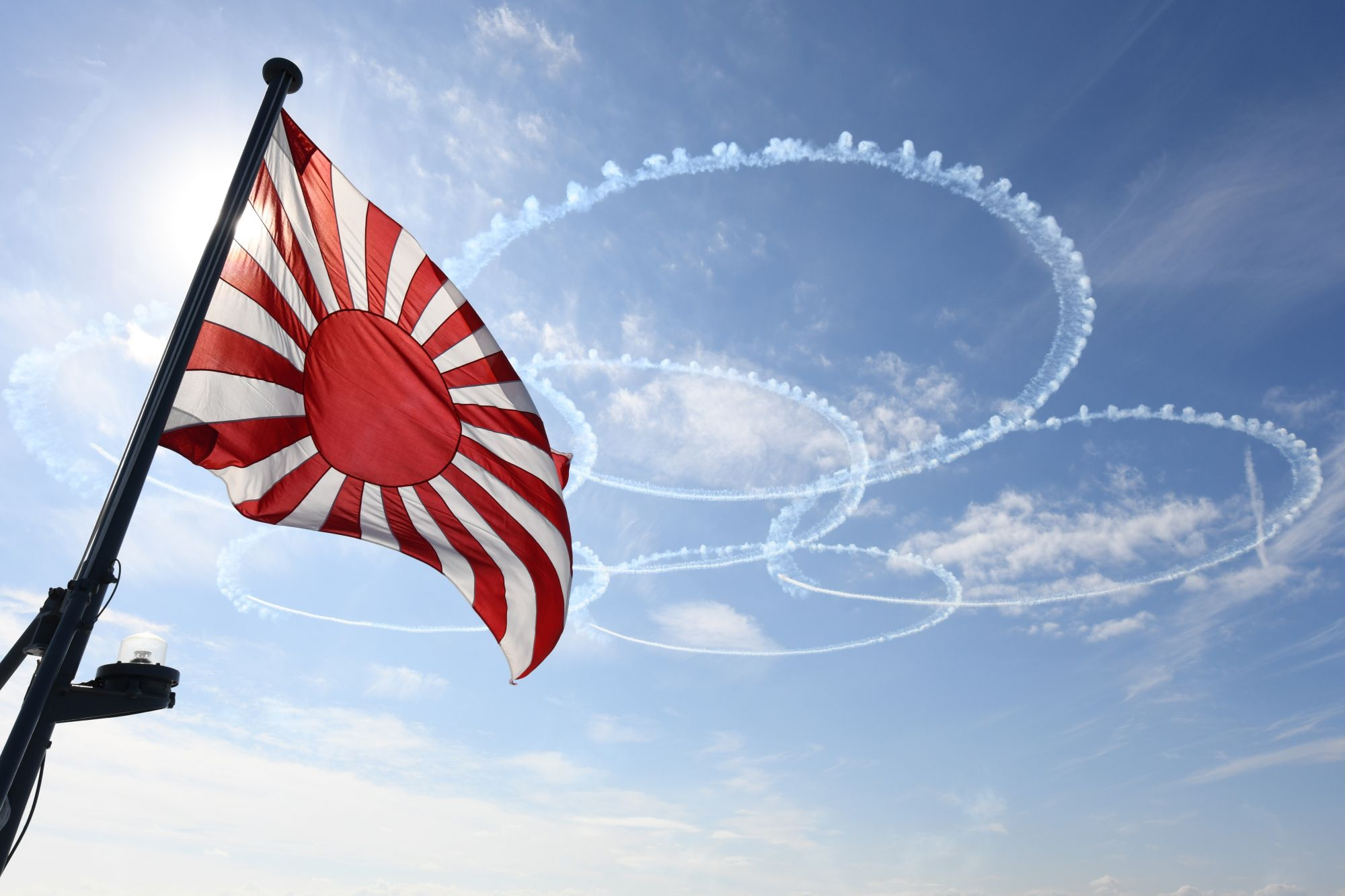
Фігура «Сакура», зображена пілотажною командою Blue Impulse. 2020 рік
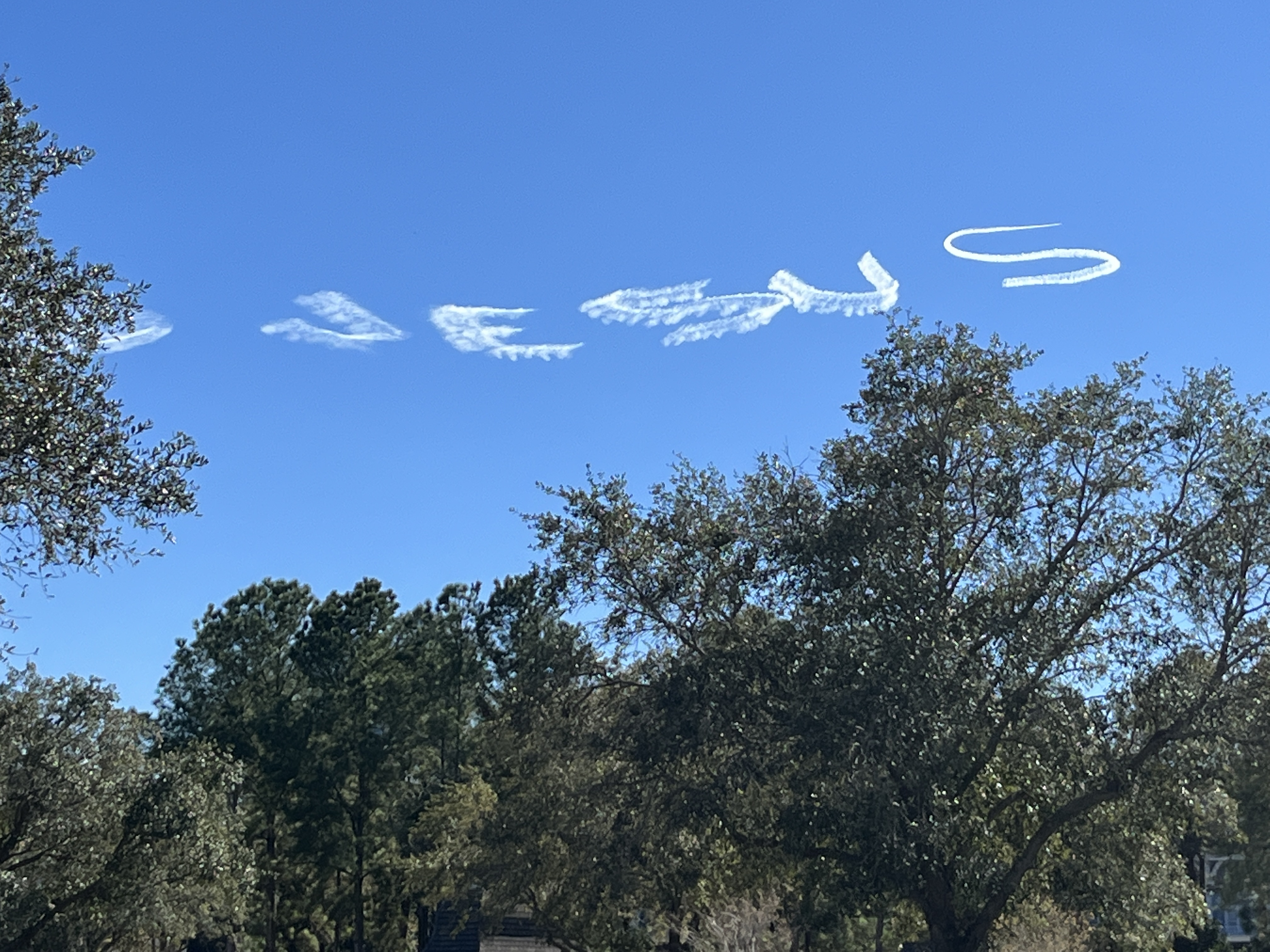
Напис «Jesus». Орландо (Флорида), 2022